# Minimo
Minimo était un projet de la fondation Mozilla dont l'objectif était de créer un navigateur utilisable sur les PDA et les téléphones portables. Ce type de navigateur est souvent appelé microbrowser. Il en existe d'autres comme Opera Mini, Opera Mobile et Pocket Internet Explorer.
Le nom « Minimo » est une contraction de « Mini Mozilla ».
Une version francisée de Minimo a été créée le 30 juin 2006 par l'association Frenchmozilla, émanation de la communauté Mozilla.
Les contraintes principales introduites par ce type d'appareils sont la taille réduite de l'écran et la faible quantité de mémoire.
Afin de réduire l'utilisation des ressources systèmes, Minimo n'inclut pas la plupart des fonctionnalités non essentielles de Firefox (le navigateur le plus utilisé de la fondation Mozilla) comme le support du protocole FTP. De plus le navigateur utilise une technologie particulière qui permet de redimensionner les pages web pour de petits écrans. L'interface utilisateur est aussi conçue pour prendre le moins de place possible.
Le projet n'est plus supporté depuis 2007 ; Firefox Mobile a pris le relais.